# 9358 Фаро
9358 Фаро (9358 Fårö) — астероїд головного поясу, відкритий 29 лютого 1992 року.
Тіссеранів параметр щодо Юпітера — 3,385.